# اچ‌ام‌اس نتلهایم (ام۲۷۱۳)
اچ‌ام‌اس نتلهایم (ام۲۷۱۳) (به انگلیسی: HMS Nettleham (M2713)) یک کشتی بود که طول آن ۱۰۶ فوت ۶ اینچ (۳۲٫۴۶ متر) بود. این کشتی در سال ۱۹۵۶ ساخته شد.